# ラジオアワー『世界の王』
『ラジオアワー『世界の王』』は2014年5月から2017年12月まで配信されたラジオ番組。ラジオパーソナリティは小野坂昌也と安元洋貴が担当。

## 概要
パララボ放送局のイベントコーナーから独立した番組。
この番組では、国民がメールを読まれるたびに階級が上がっていくというシステムを導入している。（詳細は後述）

## パーソナリティ
小野坂昌也 / 世界の王
安元洋貴 / 従者・ヤスモト

## コーナー
世界の王になるために!!円卓会議!!
「世界の王」の世界観や設定などを決めていくコーナー。リスナーからの投書に対し、「採用、保留、却下」で中身が決まる。
投書箱→謁見の間
後編でのコーナー。質問や感想、相談などが投書されている。また、その質問に関するトークも。第3回から「謁見の間」となっている。
目指せ！！ピラミッドの頂上！クフ王ゲーム！
第7回からの新コーナー。頂点や周りを当てるゲーム。「クリアしたらスタッフから熱い拍手がプレゼント」とのこと。
俺のエクスカリバーを握って抜いてくれ!!アーサー王ゲーム!!
第8回からの新コーナー。アーサー王をリスペクトして、お題の物から、何かを一つだけ抜き出すゲーム。クリアした時はクフ王ゲームと同じ熱い拍手。
じゅんぺいを怒る
第13回のコーナー。ネタが無かったり遅れたりする構成作家にいろいろ確認するコーナー。安元曰く、「構成作家を目指す人におすすめ」。
3つの漢字で表しまSHOW!!
第15回のコーナー。出題者がお題のものを3つの漢字で表現し、回答者はそこからお題の物を導き出していく。高得点をとると「銀座のデパ地下で買った商品」をゲットできる。
クイズ!! 王様、従者は、何とアドバイスするでしょう!?
第18回のコーナー。ラジオ番組に寄せられる悩みに対して、「担当者」の小野坂と安元が回答する。ただし、普通のお悩み相談とは異なり解決をするのではなく、回答者ではない人は事前に相手の答えを予想する。正解すると1ポイント、3ポイントで「友情の証」が手に入る。

## 「パララボ放送局」との相違点
「パララボ～」を受け継ぐ形で放送しているが、いくつか相違点がある。
- 「パララボ」配信の時は月1回（ケータイ版のみ視聴できる放課後編を含めると2回）、1週間配信だったのに対し、前編/後編で分割されており、アーカイブ配信が2週間になっている。
- 自主規制音が基本的には猫の鳴き声だったが、「世界の王」ではピー音になっている。[5]第3回の途中からはそれぞれで作った規制音になった。
- 新たにメールシステムを導入している。
- 「世界の王」での階級は「国民→兵士→騎士→騎士団長→近衛騎士団長→男爵→伯爵→公爵→大公→大臣→殿堂入り」という形になり、殿堂入りするとプレゼントがあるとのこと。

## 番組の流れ
- 前編ではBGMが始まる→二人が「ラジオアワー 「世界の王」」と言う→小野坂、安元の紹介と番組の概要→オープニングトーク→小野坂がスポンサーを言う→ジングル→前編のコーナー→ジングルという流れで、安元が「前半はここまで、後半戦は次回の配信を待っていてください」と言って前編は終わる。
- 後編では「さあここからは後半戦だよー、と言っても前回の続きからだけどね」と言って後編スタート→後編のコーナー→ジングル→エンディング→安元がスポンサーを言う→BGMがフェードアウトするという流れで後編は終わる。

## エピソード
- 第1回はシグマセブンのスタジオで収録したが、作家[6]が「水樹奈々さんいるんですか?」と言っていたらしく、安元曰く「水樹さんはずっと働いてるから、うちにはそう簡単にいねぇ!!」[7]
- 安元はミキサーの人に「上から目線」でいろんなことを教えたりご飯を一緒に食べたりしていると小野坂がコメントしたが、何故か「安元さんはいつも通りのチン...まみれになりますよ!」と発言した。これに対し「シグマのスタジオでチン...って言うとは思わなかった」。さらに会話が続き、「安元さんのチン...はこのぐらい（ペットボトル）ありますよ!」と発言し、安元が「あなたにチン...自慢したことはないしペットボトルほどではない!」と反論した[8]。
- メールシステムが変わった件については「ケータイ大喜利のパクリ」。
- 殿堂入りまで行くと何かがもらえることに関して小野坂が「殿堂入りしたら安元くんのでかいチン...をいただけるみたいな　おチン...ほしーみたいな」とコメントし、外にいたシグマのスタッフに問いかけていた。
- 第3回・前編の「世界の王になるために!!円卓会議!!」でヤスモトの呼び名で多かったのは「ビックヒロディ」だったが、「セットアップとか言われるから」ということで却下になった。
- 「ボディタッチを禁止する」という案が第3回で出来たが、第5回でそれに関する異議の投書があった。（勿論禁止なのは変わらず）
- 第5回・前編で「夏休みに何をしたか」の話をした時、安元は仕事でバーベキューに行けなかったが、「日曜日だから店が開いてない」ということで三次会を安元の家でやることになったという[9]。
- 第6回・前編のオープニングトークでは、スタッフがラジオに集中しないことや興味が無いという話になり、安元が「興味があるのは技術さんくらいだけど彼が今思っているのは長いなって...」とコメントした。また、いつもよりも倍の長さのオープニングトークだった[10]。
- 第6回・後編では、募集していた国旗を紹介。なかなかいい絵だったのか、小野坂が「これぐらい作家がうまく書けていたらなぁ...」とボヤいていた。また、リスナーを「作家見習い」として採用することが決まった(ただし、本当にそうなるかは不明)。さらに今の作家に対し「お前はクビじゃ!!!」と発言した[11]。
- 第7回のオープニングトークで、パララボ放送局で安元が着る衣装[12]の案が出た際、小野坂が「安元くんの象徴はチン...」などと発言した。また小野坂が安元の衣装を考案したが、却下された。
- 第8回・前編では、途中から作家が登場したことに対し、小野坂が「お前、自由参加じゃねぇんだからこれ」とコメントした。ただ今回はその前まで別の収録があったからだとのこと。
- 第8回・後編での謁見の間では安元が着る衣装の案（第7回）が大量に来たが、それに対し「スーツ以外書くな!」と発言した（あくまでもネタである）。また誰かに似せてみるのはどうかという話になり、小野坂が「顔を白く塗って顔を書くのはどうか」とコメントしたが、安元から「それじゃダメよ～、ダメダメ!!になっちゃうじゃん」と突っ込まれた。最終的に第9回で決定したと思われる[13]。
- 第10回からは謁見の間からスタート（「世界の王」では初）。後編ではポケットからiPhoneを出した安元に小野坂が「やめろよ!!!」と怒った[14]。また、YouTubeを例にした違法アップロードの話もしていたが、小野坂が、「アニメが売れなくなったらそいつら（違法アップロードをしている人）殺したらいいんだよ」「違法の奴らは死だよ」と発言した[15]。
- 第11回からは新しく現場の雰囲気を伝えるということで、「井雲くす」（大久保の友人）がイラストとして担当することになった。
- 第11回・前編はバレンタインに関する話やDVDに関する話などを多数の話をしたためか、オープニングトークだけで終わってしまった。さらに終わり際に「さあこ....」（後編の最初で流れる）という声が流れた。結局前編のコーナーはなかった。
- 第11回・後編は安元の誕生日を祝うメールが届き[16]、38歳の誕生日を「ET」の真似で祝った。この時、小野坂が辰年生まれ（本人は1964年）であることをコメントし、「チン...辰年!」と発言した。また、その話をしている時に作家がDVDの話を持ちかけたため、安元が「それを考えるのが作家だろ!!!!!」とキレた。
- 第12回・前編のコーナーでは「パララボ放送局」時代で有名だったリスナーの投書が来たとのことで、驚きながらも2人とも喜んでいた。また、そのリスナーの質問の中で安元が貧乏ゆすりが癖になっていること、小野坂が無駄遣いをしていること[17]を明かした。
- 第13回・前編の冒頭で、構成作家がいつも書く小ネタが無くなったことを明かし、小野坂が「殴ろうか」と発言した。しかも今日収録だということを忘れていたらしい[18]。ちなみに作家のスケジュールの確認をしたところ、時間を書いていないことが発覚した（しかも途中から規制音だらけになった）。話し合いの結果、小野坂と作家で月曜日の13時に世界の王(の収録)をする、コーナーを最低でも2つはしっかり考える、メールの定義を確認して3通から5通は出すということが決まった[19]。
- 第15回・前編のオープニングトークでは、心霊特集を行った作家が肩が上がらないので相談した結果「四十肩」[20]となったことを明かしたが、病院で診てもらってないことからどうみても作り話にしか見えないと発言した。
- 「3つの漢字で表しまSHOW!!」で小野坂が漢字が苦手であることを明かし、「ラーメン」の問題を出した時「メン ぐ スープ」と書いたため、安元から「スマホ使えよ!」と突っ込まれた。また、安元に関する問題を出した時には「大 太 ペットボトル」と書いた。その後も平仮名やカタカナが混じったものが続いた。
- 第16回には石塚運昇が登場[21]。世界の王でゲストが来るのはこれが初となった。本来なら「クイズ!石塚運昇!!」をやるはずだったが、話が盛り上がりすぎてお蔵入りになってしまった[22]。